# Équipe de Catalogne de rugby à XV
L’équipe de Catalogne de rugby à XV est l’équipe qui représente la Catalogne a rugby à XV. Il a été membre fondateur de la FIRA en 1934, mais depuis 1940, n'est pas une équipe nationale officielle par les pressions politiques.

## Les matchs du XV de Catalogne

### Matchs officiels
| No | Date           | Lieu                                 | Match              | Score   | Compétition |
| -- | -------------- | ------------------------------------ | ------------------ | ------- | ----------- |
| 1  | 14 avril 1934  | Stade des Corts, Barcelone Catalogne | Catalogne – Italie | 5 – 5   | Test match  |
| 2  | 27 mai 1934    | Stade des Corts, Barcelone Catalogne | Catalogne – France | 15 – 22 | Test match  |
| 3  | 24 mars 1935   | Stade Luigi-Ferraris, Gênes Italie   | Italie – Catalogne | 5 – 3   | Test match  |
| 4  | 6 juillet 1936 | Barcelone Catalogne                  | Catalogne – France | 17 – 24 | Test match  |

### Matchs non-reconnus par des fédérations internationales
| No | Date              | Lieu                                                         | Match                               | Score   | Compétition  |
| -- | ----------------- | ------------------------------------------------------------ | ----------------------------------- | ------- | ------------ |
| 1  | 27 novembre 1955  | Stade des Corts, Barcelone Catalogne                         | Catalogne – Roumanie XV             | 3 – 13  | Match amical |
| 1  | 27 novembre 1955  | Stade des Corts, Barcelone Catalogne                         | Catalogne – Roumanie XV             | 3 – 3   | Match amical |
| 1  | 27 novembre 1955  | Stade de la Foixarda (ca), Barcelone Catalogne               | Catalogne – Angleterre XV           | 20 – 5  | Match amical |
| 2  | 29 novembre 1955  | Stade de la Foixarda (ca), Barcelone Catalogne               | Catalogne – Angleterre XV           | 0 – 11  | Match amical |
| 3  | 25 septembre 1960 | Stade de la Foixarda (ca), Barcelone Catalogne               | Catalogne – Universités irlandaises | 26 – 3  | Match amical |
| 4  | 21 mai 1972       | L'Hospitalet de Llobregat Catalogne                          | Catalogne – France XV               | 31 – 17 | Match amical |
| 5  | NC 1980           | Catalogne                                                    | Catalogne – Angleterre XV           | 16 – 3  | Match amical |
| 6  | 11 juin 1982      | Stade de la Foixarda (ca), Barcelone Catalogne               | Catalogne – Irlande XV              | 17 – 22 | Match amical |
| 7  | 13 juin 1982      | Stade de la Foixarda (ca), Barcelone Catalogne               | Catalogne – Ecosse XV               | 24 – 17 | Match amical |
| 8  | 13 janvier 1990   | Argelès-sur-Mer Catalogne nord                               | Catalogne – Italie XV               | 8 – 34  | Match amical |
| 9  | 11 mai 1990       | Stade San Mamés, Bilbao Pays basque                          | Pays basque – Catalogne             | 56 – 15 | Match amical |
| 10 | 25 mars 1995      | Sant Boi de Llobregat Catalogne                              | Catalogne – Andorre XV              | 66 – 6  | Match amical |
| 11 | 6 avril 1995      | Barcelone Catalogne                                          | Catalogne – République Tchèque XV   | 40 – 12 | Match amical |
| 12 | 3 mai 1997        | Stade Baldiri Aleu (eu), Barcelone Catalogne                 | Catalogne – Espagne XV              | 61 – 17 | Match amical |
| 13 | 28 mai 1997       | Stade olympique Lluís-Companys, Barcelone Catalogne          | Catalogne – France XV               | 18 – 58 | Match amical |
| 14 | 24 mars 1998      | L'Hospitalet de Llobregat Catalogne                          | Catalogne – Russie XV               | 15 – 67 | Match amical |
| 15 | 13 juin 1998      | Stade Feixa Llarga (ca), L'Hospitalet de Llobregat Catalogne | Catalogne – Italie XV               | 19 – 40 | Match amical |
| 16 | 18 juin 2006      | Stade Cornellà-El Prat, Cornellà de Llobregat Catalogne      | Catalogne – Pays basque             | 17 – 21 | Match amical |
| 17 | 14 février 2010   | Stade Baldiri Aleu (eu), Barcelone Catalogne                 | Catalogne – Suède                   | 17 – 21 | Match amical |
| 18 | 25 septembre 2010 | Stade de la Foixarda (ca), Barcelone Catalogne               | Catalogne – France XV               | 12 – 29 | Match amical |
| 19 | 21 septembre 2013 | Stade de la Foixarda (ca), Barcelone Catalogne               | Catalogne – Andorre XV              | 64 – 10 | Match amical |
| 20 | 25 juin 2016      | Stade de la Foixarda (ca), Barcelone Catalogne               | Catalogne – Portugal XV             | 25 – 22 | Match amical |